# Splicing

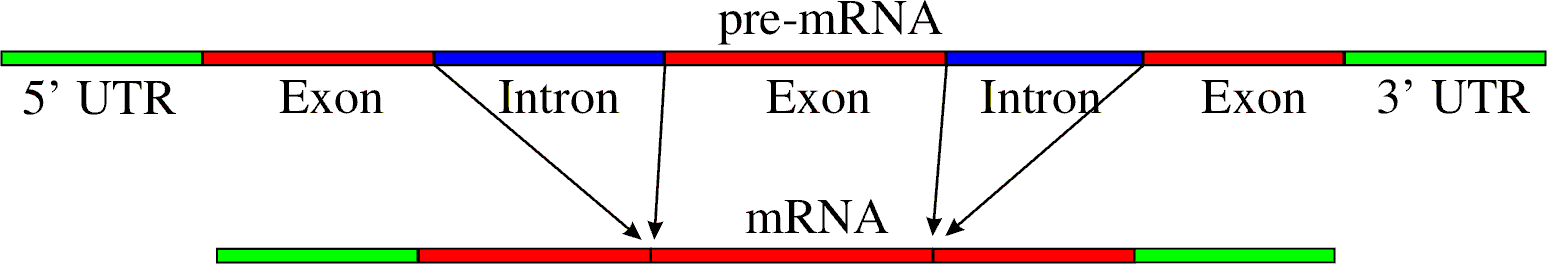
Exony a introny v pre-mRNA a exony v mRNA po sestřihu.

Splicing (česky sestřih) je úprava pre-mRNA, která vznikla transkripcí (česky přepis) z DNA. Sestřih je tedy jednou z posttranskripčních modifikací mRNA a dochází k němu v jádru buněk eukaryotních organismů. Sestřih pre-mRNA na mRNA je mnohem delší proces než přepis DNA do pre-mRNA. Sestřih trvá asi hodinu a půl, přepis trvá několik minut. Sestřih je jedním z procesů genové exprese. 

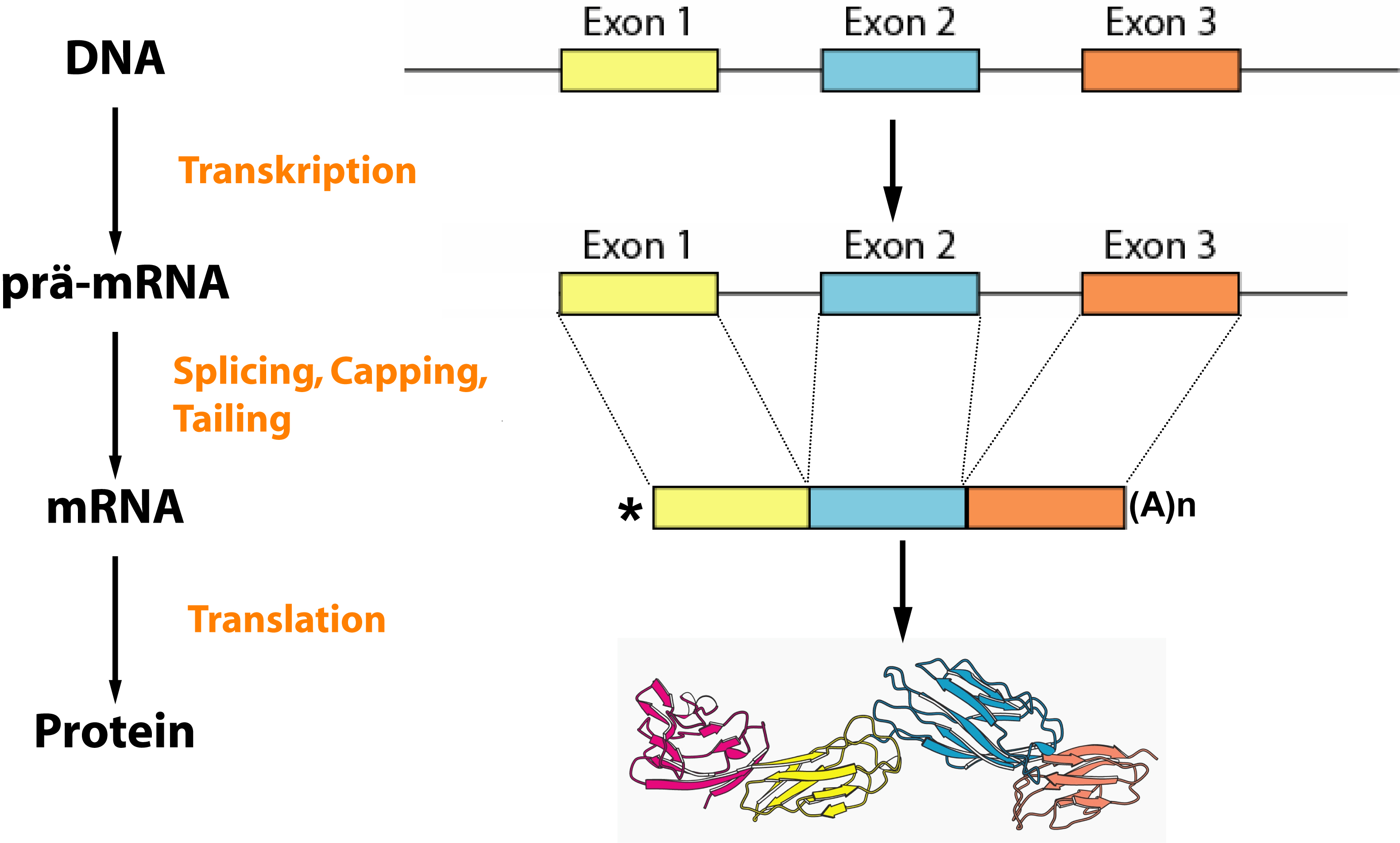
Přehled procesů exprese eukaryotického genu. RNA a její sestřih hraje rozhodující roli na cestě od genu, který je zakódovaný v DNA, k hotové bílkovině (proteinu). RNA slouží jako nosič informací mezi DNA a bílkovinou.

DNA je tvořena geny a ty jsou tvořeny sekvencí střídajících se exonů a intronů. Exony (kódující části) nesou informace ke stavbě bílkovin a introny (nekódující části) žádnou takovou informaci nenesou. Při přepisu z DNA na pre-mRNA jsou zachovány sekvence exonů i intronů. Tato počáteční pre-mRNA pak prochází procesem sestřihu, při kterém jsou introny odstraněny a vzniká zralá mRNA, která je šablonou pro tvorbu bílkovin.
Sestřih si lze představit jako filmový střih, který selektivně vystřihne irelevantní nebo nesprávný materiál (ekvivalent intronů) z původního filmu a pošle vyčištěnou verzi k finálnímu zpracování (ekvivalent exonu).
Sestřih a následné spojování je katalyzováno sadou ribonukleoproteinových komplexů souhrnně nazývaných spliceozom. Ten je tvořen snRNP částicemi, tedy molekulami snRNA a různými proteiny, které mají funkci katalyzátoru (ribozym).
Sestřih a existence intronů je základem pro vysvětlení vytváření nových genů během evoluce. Díky sestřihu jsou geny modulárnější a to umožňuje vytvářet nové kombinace exonů. Druhou důležitou vlastností intronů je možnost, že do nich mohou být vloženy nové exony, aniž by byla narušena funkce starého genu.

## Historie
- Genová regulace, jehož součástí je sestřih, byla nejprve studována v jednoduchých bakteriálních systémech. Většina bakteriálních  transkriptů RNA však nepodléhá sestřihu a jsou přímo kódovány DNA.
- V roce 1977  vědci u adenovirů, které infikují a replikují se v savčích buňkách, identifikovali řadu molekul RNA, které nazvali „mozaiky“. Tyto mozaiky obsahovaly všechny sekvence ze zralých RNA a také části, které se začaly nazývat intervenující sekvence  neboli introny.
- Později byly introny nalezeny v mnoha dalších virových a eukaryotických genech, včetně genů pro hemoglobin a imunoglobulin.
- Sestřih RNA transkriptů byl poté pozorován v několika in vitro systémech odvozených z eukaryotických buněk, včetně odstranění intronů z transferové RNA v kvasinkových bezbuněčných extraktech.
- Tato pozorování potvrdila hypotézu, že sestřih počátečních transkriptů poskytuje zralou mRNA.

## Mechanismus sestřihu

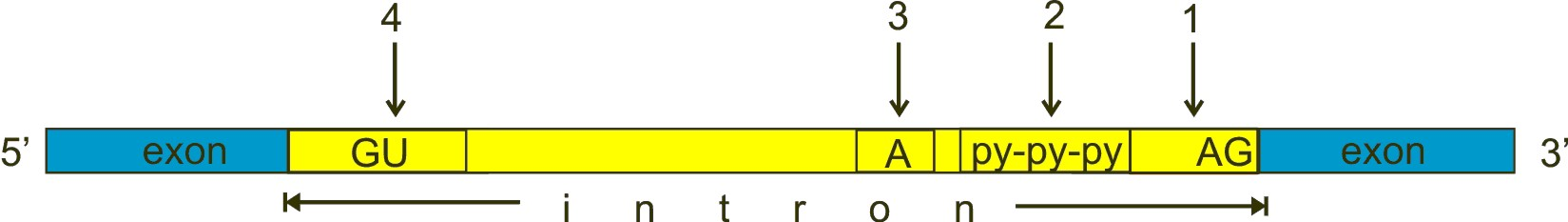
Exony a introny v pre-mRNA. Intron obsahuje sekvence bází, z nichž pro sestřih jsou důležité sekvence 1-AG (adenin a guanin), 2-pyrimidinové báze, 3-A (adenin) a 4-GU (guanin a uracil)

Geny (hlavně geny kódující bílkoviny) obsažené v DNA jsou tvořeny sekvencí střídajících se exonů a intronů. Exony (kódující části) nesou informace ke stavbě bílkovin a introny (nekódující části) žádnou takovou informaci nenesou. Při přepisu z DNA na pre-mRNA jsou zachovány sekvence exonů

Dva kroky při sestřihu z pre-mRNA na mRNA

i intronů. Tato počáteční pre-mRNA pak prochází procesem sestřihu, při kterém jsou introny odstraněny. Zralá mRNA, skládající se pouze z exonů, je pak exportována do cytoplazmy a následně do ribozomu, aby se stala šablonou pro tvorbu bílkovin.
Biochemický mechanismus, kterým k sestřihu dochází, byl studován v řadě systémů a nyní je poměrně dobře znám. Introny jsou odstraněny z primárních transkriptů štěpením v sekvencích nazývaných místa sestřihu. Tato místa se nacházejí na 5′ a 3′ koncích intronů. Je známo, že tyto konsenzuální sekvence jsou kritické, protože změna jednoho z konzervovaných nukleotidů vede k inhibici sestřihu.
Na obrázcích jsou znázorněna místa sestřihu a dva kroky vedoucí k sestřihu. V rámci intronů je pro sestřih vyžadováno dárcovské místo (5' konec intronu), místo větvení (blízko 3' konce intronu) a akceptorové místo (3' konec intronu):
- Dárcovské místo je invariantní sekvenci GU (guanin a uracil) na 5' konci intronu.
- Místo větvení (branchpoint) zahrnuje A (adenin).
- Akceptorové místo je invariantní AG (adenin a guanin) sekvencí na 3' konci intronu.
- Mezi sekvencí AG a A je oblast s vysokým obsahem pyrimidinů (cytosin a uracil) nebo polypyrimidinového traktu.

### Sestřih pomocí spliceozomu
Spliceozom se nachází v jádře buněk a obsahuje spolu s dalšími bílkovinami množství malých ribonukleoproteinů (snRNPs, vyslovováno "snurps"), které jsou schopné katalyzovat chemické reakce účastnící se sestřihu.

### Sestřih pomocí autosplicingu
Autosplicing znamená, že molekuly samostatně katalyzují sestřih své vlastní struktury. Je to vzácnější mechanismus, který se většinou vyskytuje u ribozymů. Autosplicing probíhá v mitochondriích, plastidech a některých bakteriích, neboť obsahují autokatalycké introny schopné vyříznutí bez zásahu spliceozomů.

### Sestřih alternativní
Alternativní splicing (sestřih) znamená, že sestřihu pre-mRNA může být dosaženo několika mechanismy, tedy pre-mRNA může být sestřihána několika způsoby. Tento mechanismus má za následek, že z jednoho genu u eukaryot může vzniknout více různých bílkovin, a tím se zvyšuje bohatost eukaryotického proteomu. Více variant sestřihu jednoho řetězce pre-mRNA tak může regulovat strukturu budoucích bílkovin.
Alternativní sestřih byl poprvé pozorován v roce 1977. Vědci zjistili, že první transkripovaná RNA produkovaná virem adenoviru typu 2 v jeho pozdní fázi prošla různými sestřihy, což vedlo ke vzniku mRNA kódující různé virové bílkoviny. V roce 1981 byl prozkoumán první alternativní sestřih transkriptu normálního genu. V současnosti víme, že alternativní sestřih je v buňkách běžný a je jedním z nejsložitějších biologických mechanismů u eukaryot.